# Enzo Grossi
Enzo Grossi (San Paolo del Brasile, 20 aprile 1908 – Corato, 11 agosto 1960) è stato un militare italiano, ufficiale della Regia Marina durante la seconda guerra mondiale, fu comandante della base atlantica di sommergibili BETASOM.

## Biografia

Enzo Grossi ricevuto a palazzo Venezia nel 1942

Sommergibilista della Regia Marina, durante la seconda guerra mondiale con il grado di tenente di vascello comandò il sommergibile Medusa (27 dicembre 1938–10 agosto 1941) e poi con il grado di capitano di corvetta il sommergibile Barbarigo (agosto 1941–dicembre 1942). Con quest'ultimo egli sostenne d'aver attaccato e distrutto una corazzata statunitense della classe Colorado il 20 maggio 1942, mentre il 6 ottobre dello stesso anno sostenne di aver attaccato e affondato una corazzata della classe New Mexico. Per questi affondamenti fu promosso e decorato con due medaglie d'oro al valor militare dal governo italiano e insignito della Croce di Ferro di prima classe e della Croce di Cavaliere della Croce di Ferro dal governo tedesco. L'ammiraglio Karl Dönitz, durante la premiazione, lo elogiò per «la bravura e l'ardimento davvero eccezionali con i quali aveva saputo condurre le due difficilissime azioni».
Dal 29 dicembre 1942 comandò con il grado di capitano di Vascello la base Atlantica di BETASOM a Bordeaux. Dopo l'8 settembre 1943 aderì alla Repubblica Sociale Italiana, assumendo il comando della 1ª Divisione Atlantica Fucilieri di Marina della Marina Nazionale Repubblicana.

### Il dopoguerra e le commissioni d'inchiesta
Nel dopoguerra fu cancellato dai ruoli della Marina per collaborazionismo con perdita del grado, e riparò in Argentina, mentre entrambe le azioni di affondamento con il Barbarigo, che gli avevano valso prestigiosi riconoscimenti militari divennero oggetto di due commissioni di inchiesta da parte della Marina Militare italiana, avviate nel 1948 e nel 1962.

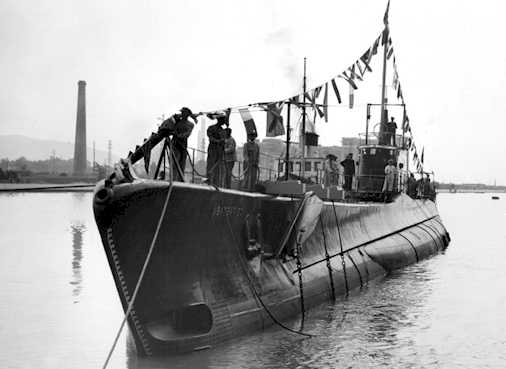
Il sommergibile Barbarigo

Dinanzi all' evidenza che nessuna corazzata americana fosse stata affondata o anche solo danneggiata, la prima commissione d'inchiesta della Marina terminò le indagini nel 1950 accusando di fatto Grossi di essere un millantatore, stante l'assenza di conferme fattuali e tecniche della distruzione di qualsiasi genere di naviglio militare, e pertanto nel 1952 con Decreto del Presidente della Repubblica furono revocate sia le due decorazioni a lui concesse sia le promozioni conseguentemente ottenute, degradandolo ed estromettendolo dai ruoli.
Enzo Grossi, in aperta polemica con tali conclusioni e con la relativa ricostruzione dei fatti, scrisse nel 1955 una lettera al Capo dello Stato, affermando tra l'altro: «Tutti sanno, che in entrambe le occasioni, attaccai, silurai e affondai in superficie, ciò significa che oltre a me, almeno altre sei persone videro i siluri colpire i bersagli e udirono gli scoppi che ne seguirono. Vi concedo l'allucinazione collettiva, ma gli scoppi furono sentiti anche dall'interno dello scafo». L'affermazione, in essa contenuta, che «Il capo dello Stato annulla i decreti reali senza una reale motivazione. All'anima della democrazia!» gli costò una condanna in contumacia a 5 mesi e 10 giorni di reclusione.
Lo scrittore e polemista Antonino Trizzino nel 1952 pubblicò il libro Navi e poltrone, avente come soggetto episodi e comportamenti della Regia Marina durante l'ultimo conflitto, che sollevò grande scalpore nell'opinione pubblica, in cui trattava anche del caso di Enzo Grossi: ritenendo estremamente severo il giudizio della commissione d'inchiesta, nel libro egli faceva notare alcuni errori significativi (per esempio lo scambio di orari e date degli affondamenti ignorando i diversi fusi orari), insinuando il sospetto che la commissione avesse deciso in base a preconcetti politici (Grossi aveva aderito alla RSI) ed accusando alcuni ammiragli, presenti anche tra i membri della commissione (Franco Maugeri, Gino Pavesi e Priamo Leonardi), di simpatie ed intelligenza con il nemico antecedentemente l'armistizio dell'8 settembre 1943 (il che gli valse un processo per diffamazione da parte degli interessati e della stessa marina militare).
Nel 1962 fu ordinata una seconda commissione composta dal presidente ammiraglio Nicola Murzi e dai membri contrammiraglio Luigi Longanesi Cattani e capitano di vascello Paolo Pollina. Tale inchiesta approfondì le ricerche anche presso gli archivi alleati, correggendo alcune imprecisioni sostenute nel corso della prima inchiesta, arrivando al riconoscimento della buona fede di Grossi (senza tuttavia reintegrarlo nei ruoli) e appurando che vennero effettivamente condotti due attacchi ma non a corazzate, bensì alla corvetta Petunia e all'incrociatore Milwaukee, senza che nessuna di esse venisse affondata: la revoca delle medaglie venne pertanto confermata e con essa le conseguenti azioni attuate. Angelo Paratico nel suo libro intitolato Mussolini in Giappone attribuisce a lui il piano per trasportare clandestinamente Mussolini in Giappone.
Enzo Grossi morì a Corato a 52 anni per causa di un tumore, nel 1960.

## Opere
- Dal Barbarigo a Dongo, Due Delfini, Roma, 1959 (ristampato da Aurora edizioni, 2001)